# ريد سوندرز
ريد سوندرز (بالإنجليزية: Red Saunders)‏ هو عازف جاز أمريكي، ولد في 2 مارس 1912 في ممفيس في الولايات المتحدة، وتوفي في 5 مارس 1981 في شيكاغو في الولايات المتحدة.

## وصلات خارجية
- ريد سوندرز على موقع ميوزك برينز (الإنجليزية)
- ريد سوندرز على موقع أول ميوزيك (الإنجليزية)
- ريد سوندرز على موقع ديسكوغز (الإنجليزية)